# Trillium cuneatum
Trillium cuneatum är en nysrotsväxtart som beskrevs av Constantine Samuel Rafinesque. Trillium cuneatum ingår i släktet treblad, och familjen nysrotsväxter. Inga underarter finns listade.

## Bildgalleri

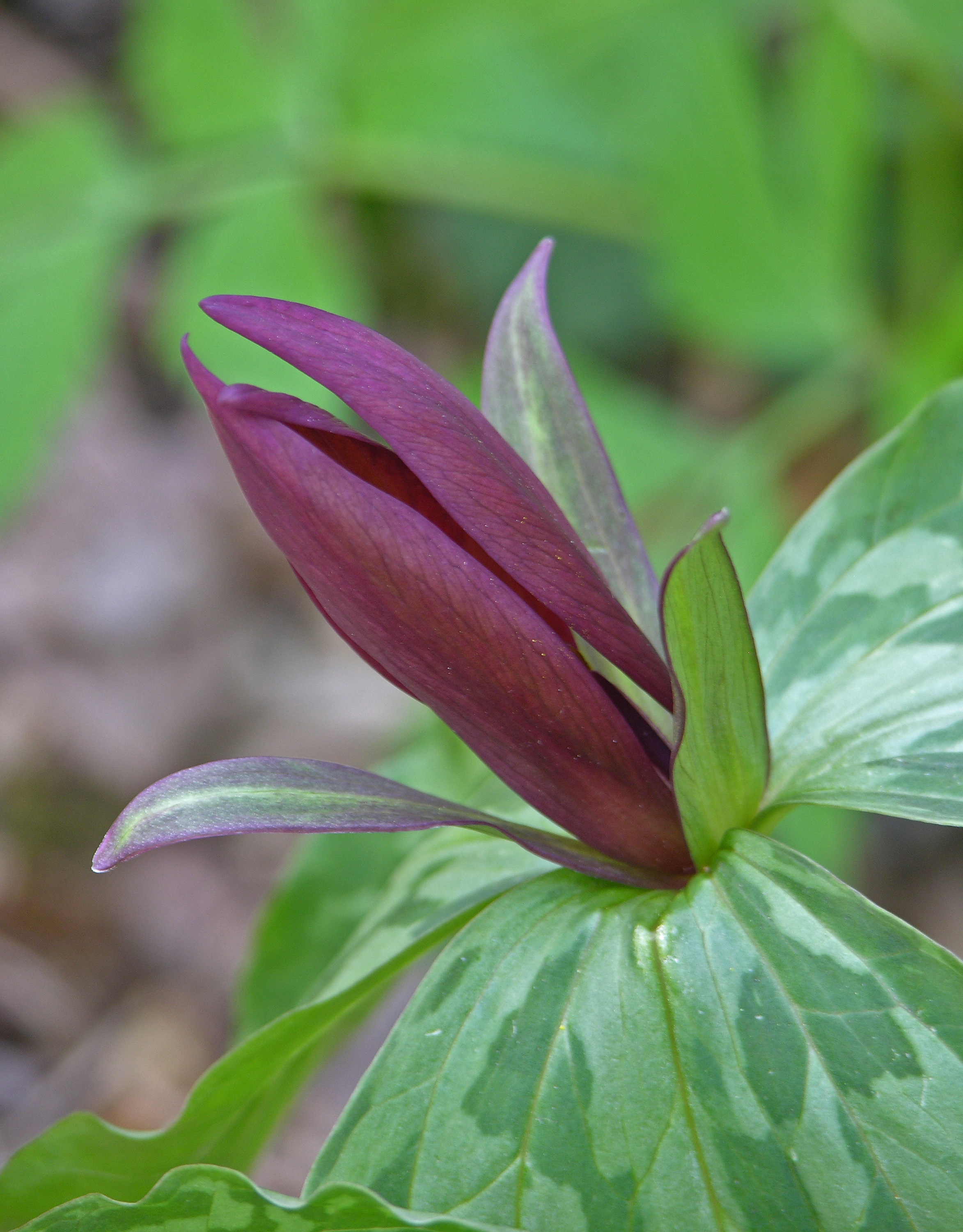
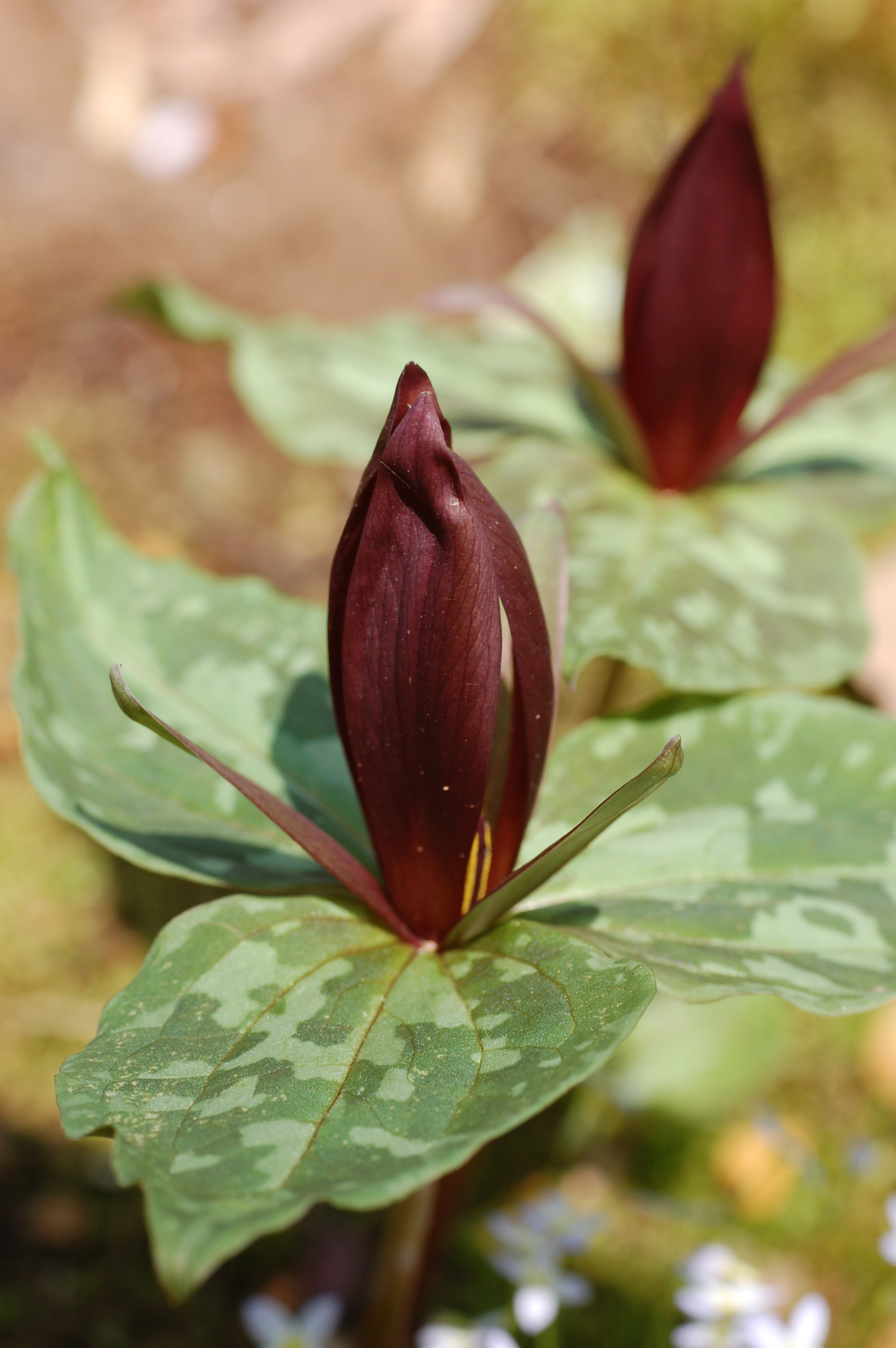
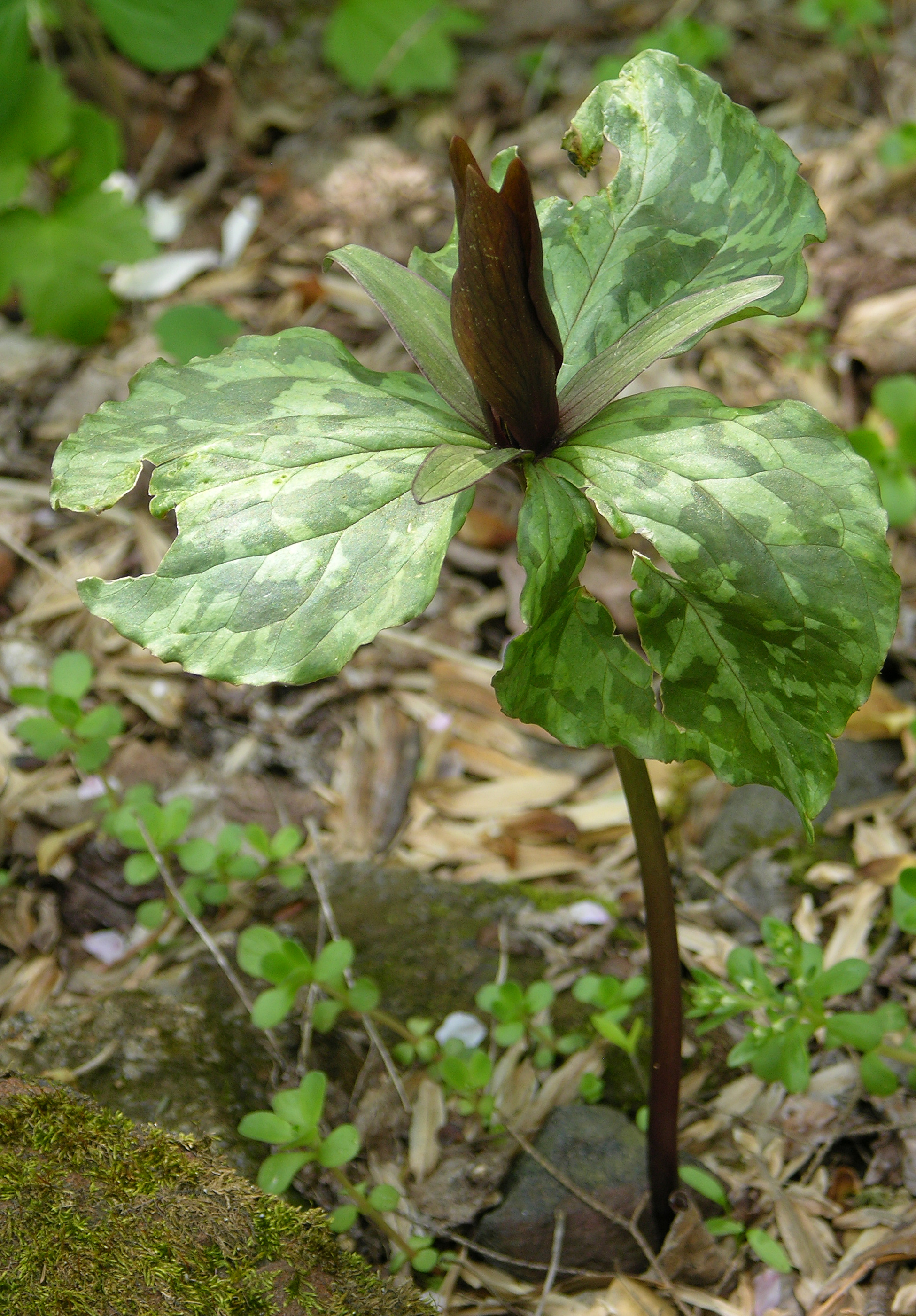
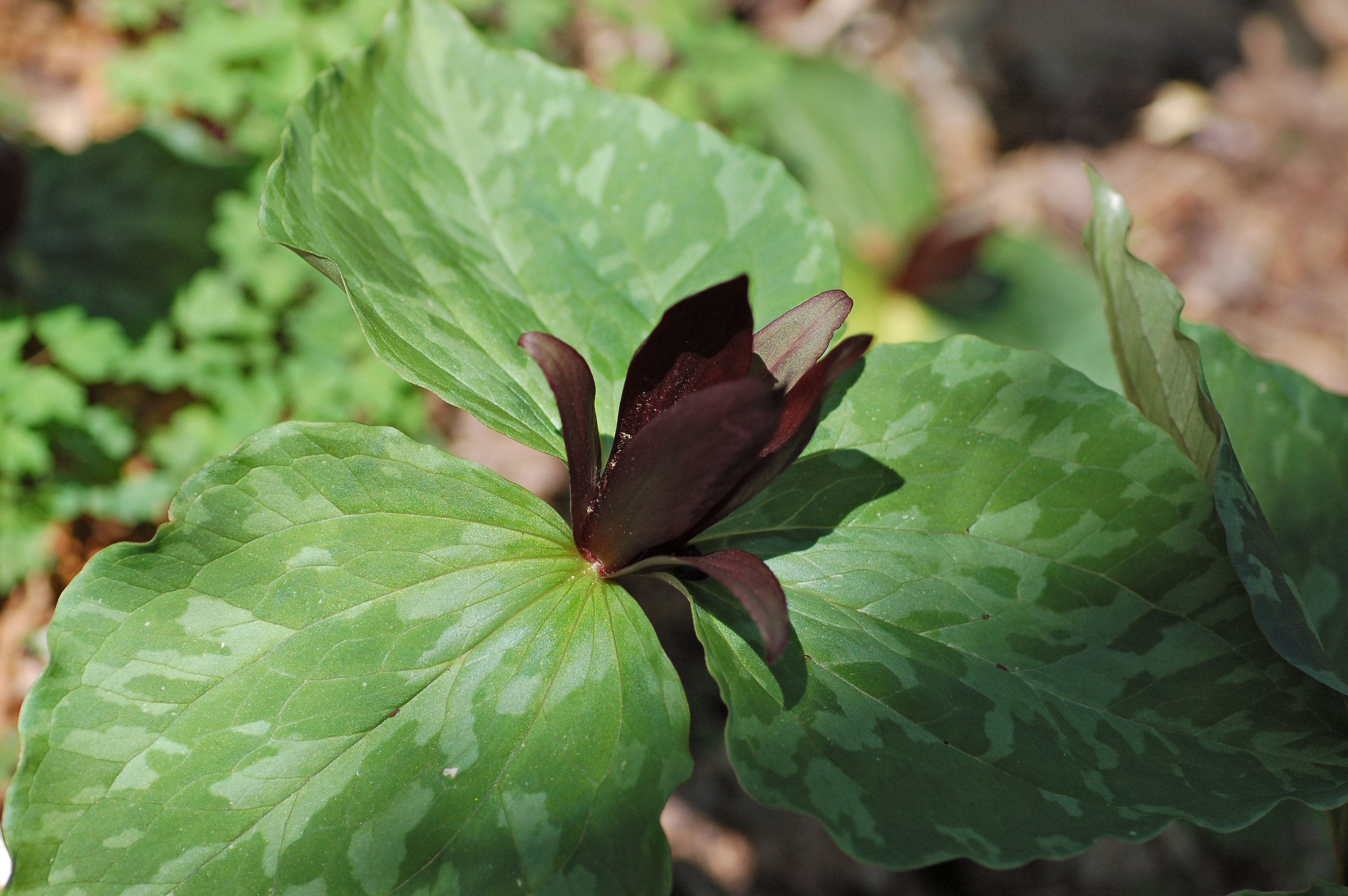
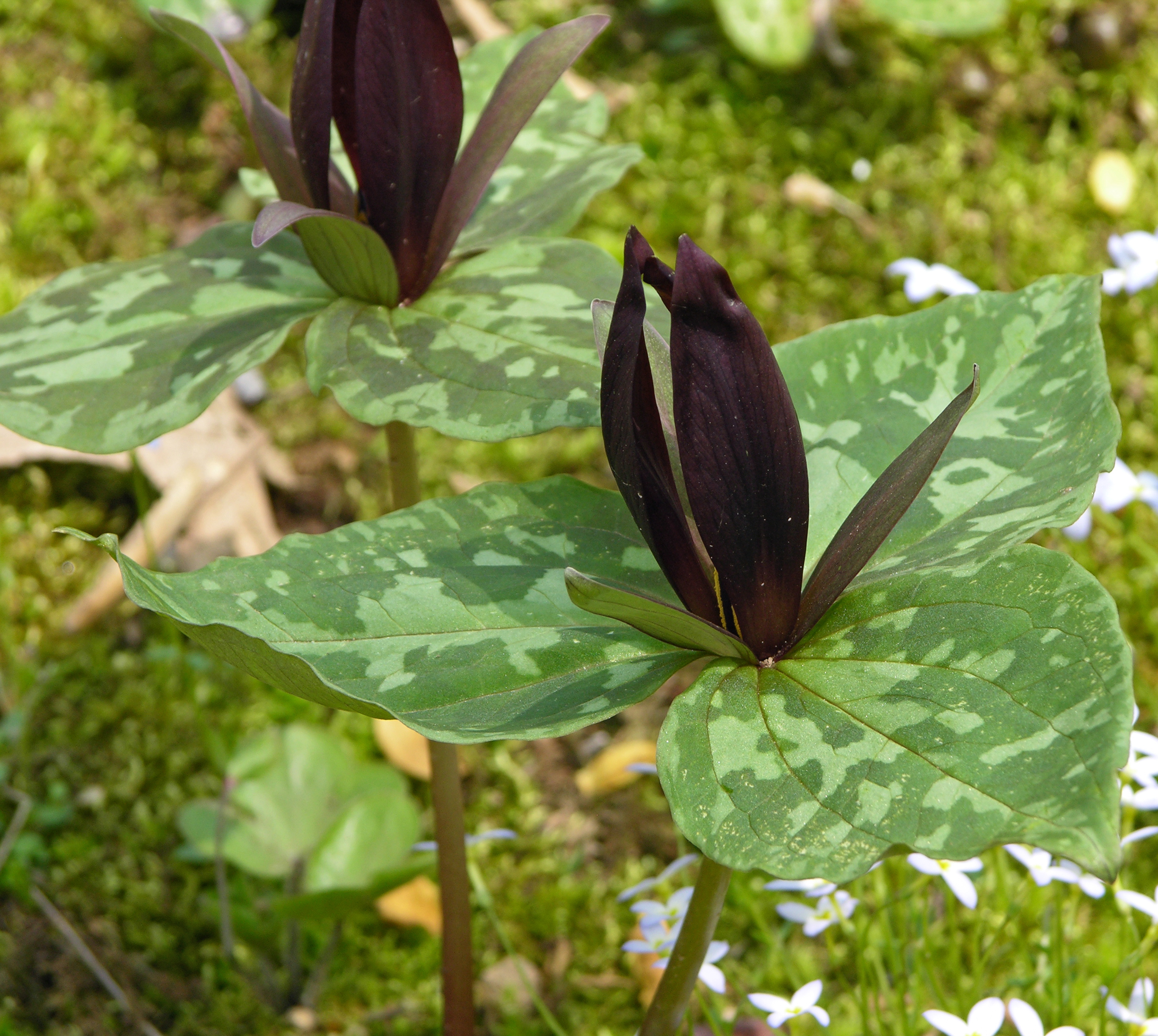